# 紅秀麗
紅 秀麗（こう しゅうれい）は、ライトノベル・アニメ・漫画『彩雲国物語』に登場する架空の女性で、同作の主人公。アニメ版およびドラマCDでの声優は桑島法子。

## 人物・来歴
彩雲国の中で最も力のある貴族（彩七家）の中でも名門中の名門、紅家の娘であり、父・邵可が当主の家の長男（作中で当主となる）であるため直系の血筋である。母は薔薇姫（紅薔君）。本項では彼女の年齢（数え年）に基づいて節を分け記述する。

### 16歳まで
紅家を出た父のおかげで貧乏暮らしを強いられており、そのため必死に賃仕事をして生活していた。賃仕事の内容としては、侍女や妓楼での帳簿付けなど、貴族では絶対に足を踏み入れないような裏仕事まで経験している。秀麗が幼いときに死んでしまった母親からは、礼儀作法や二胡を教わっており、礼儀作法においては「針より重いものを持った事がない」程の深窓のお嬢様に成りすます事も可能。二胡の腕は王宮の楽師にも引けをとらない。8歳の時に発生した王位争いの際の悲惨な体験から、官吏になるために父に勉強を習っていたが、女性が国試（官吏登用試験）を受けられないことを知った後は無償で塾を開き、子供達に文字等を教えていた。明るく面倒見が良く努力家であると同時に、母の死後には家事に関しては役立たずの父の代わりに一家の家事をしてきたため、かなりの倹約家でもある。
紅州で生まれたが、家族と共に茶州経由で貴陽に移る。その際に静蘭と出会い、以来一緒に暮らしている。
どちらかと言えば猪突猛進型で、どんな困難にも立ち向かうバイタリティあふれる性格。そして、周りの男性からも何かと好意を寄せられているが、それに気づかないかなりの鈍感。雷が大の苦手。

### 16歳
原作本編における「はじまりの風は紅く」「黄金の約束」の時期。
春、霄太師に昏君の（ふりをしていた）劉輝の教育係を金五百両の報酬で頼まれ、貴妃として後宮に入る。劉輝が政事を真面目にするようになった後、「もう私のすることは何もない」と後宮を辞す。
同年の夏、絳攸の提案で、門前に行き倒れていた燕青と一緒に、男装した上で戸部尚書・黄奇人のもとで働く事になる。奇人はその頃劉輝が朝議にかけていた、女性官吏登用制度案を施行までの期間が短すぎることから反対していたが、秀麗の仕事ぶりを見て賛成に回る。これにより条件付で制度が試行されることとなり、国試を受けられるようになる。

### 17歳
原作本編における「花は紫宮に咲く」「思いは遙かなる茶都へ」「漆黒の月の宴」「欠けゆく白銀の砂時計（前半）」の時期。
十七歳の年に国試を受けて探花（第三位）及第し、彩雲国初の女性官吏となるが、彼女を含め配属に困る人材が多かったため、配属先を決める吏部試が行われず「新進士は朝廷に留め置き」という処置がとられた。午前中は厠（トイレ）掃除、午後は影月と一緒に府庫（図書室）で書簡の整理の仕事を割り振られる。また、この仕事以外にも、女だからという理由でいじめをする官吏達に寝る間も無いほど雑用を任されるが、無事に進士から官吏となる。藍龍蓮の「心の友・其の一」となったのもこの頃。
その後、杜 影月とともに茶州州牧に任命され、劉輝から花として蕾（無限の可能性と希望の意）を下賜される。茶州に赴く途中で秀麗以外の四人が殺刃賊に捕らえられ一人旅を余儀なくされるが、麗人の商人「琳千夜」と出会い、茶州州都・琥璉の一歩手前の商業都市・金華へ行くため彼の商隊に侍女として雇われる。無事に金華に到着するが、そこで彼の素性を知ることとなる。
茶家の騒動を片付け、影月とともに茶州州牧に正式就任した。

### 18歳
州牧から、冗官、監察御史となっている。
- 州牧の時期が「欠けゆく白銀の砂時計（後半）」「心は藍よりも深く」「光降る碧の大地」
- 冗官の時期が「紅梅は夜に香る」「緑風は刃のごとく」
- 監察御史の時期が「青嵐にゆれる月草」「白虹は天をめざす」「黎明に琥珀はきらめく」「黒蝶は檻にとらわれる」「暗き黄昏の宮」「蒼き迷宮の巫女」「紫闇の玉座」

新年、正式な茶州州牧として劉輝即位後初の朝賀に臨む。朝賀の後もしばらく都に留まり、かねてより計画していた茶州の新産業のため、工部尚書・菅飛翔や全商連本部と面会して足がかりをつくる。その後茶州で疫病発生との報を受け、都からの救援の手を迅速に整えて茶州に戻り、苦しむ人々を救ったが、このときの数々の無茶が原因で冗官に降格。春の人事異動に伴い都へと戻る。
冗官の退官勧告が通知されてクビの一歩手前までいくが、自分の活動と並行して他の冗官たちの仕官の道筋もつける。贋作・贋金事件、塩事件を解決していく過程で頭の回転の速さなどが御史台長官葵 皇毅に買われたが、甘さを捨てきれないため「そのままでは使えないが、藍家を動かせる人脈を持つことと、榛蘇芳と一緒なら」という条件で拾われることとなる。御史台着任後は十三姫の影武者をやりながら牢城監察の仕事を勤める。
夏、楸瑛を追って藍州へ向かった劉輝を連れ戻すために藍州へ。そのさなかに縹瑠花に狙われるが、劉輝や彼に同行していた邵可のおかげもあって事なきを得る。貴陽への帰路、劉輝からある賭け（その詳細は劉輝および十三姫の項を参照）を提案され、それに乗る。
貴陽へ帰還した彼女を待っていたのは絳攸の投獄という事態であった。その調査の過程で彼女は叔父かつ紅家当主たる黎深の存在、そして彼が吏部尚書であることをようやく知る事となる。周りの助けも借りつつ、なんとか絳攸に黎深の解任要請を出させて免官を免れさせることには成功する。
黎深が吏部尚書を解任された後、紅家一門が偽の命令によって出仕拒否をしたことや、経済封鎖を行った事で紅家が追い詰められる。この状況を収める手段として、ついに劉輝との婚姻話が持ち上がる。秀麗はそれを「王の官吏」ゆえに「いずれは十三姫も妃に昇格すること」を条件に「紅家直系長姫」として受諾する。皇毅から命じられた最後の仕事として、リオウ・燕青・蘇芳とともに紅州へ勅使として派遣される事となるが、その矢先、リオウと共に忽然と姿を消してしまった。
行先は縹家本家。そこで秀麗は自分の寿命はほぼ尽きかけていることと生きながらえる方法を瑠花から聞かされる。しかし秀麗は最後まで自分でいることを選び、御史としての仕事を放棄せず、蝗害対策と縹家の門を開放することに奔走する。またそこで旺季以外のもう一人の黒幕を聞かされることになる。仕事をすべて終えた秀麗は、劉輝と皇毅のもとに帰るため、寿命を全うできる縹本家の宮から出て行ったのであった。
茶州着任後、「紅家直系長姫」であること、また紅家当主をも動かす位置にいることが広く知られてから大量の縁談（絳攸や龍蓮も含む）が舞い込むが、本人だけが縁談の件を知らされていない。葉医師に自分の身体についての確認（後述）をし、「誰とも結婚しない」と涙ながらに父に宣言していたが、これは「黒蝶」の時点に至り、状況がそれを許してくれなくなってしまった。
最終巻、29歳で退官し国王劉輝の後宮に后妃として入る。女児を生んだ後、桜の季節を迎える事無く静かに息を引き取った。30歳の若さであった。

## 秀麗の身体に隠された秘密
本作における最大の謎は秀麗の身体に隠された秘密である。それは彼女が不妊症であり、その原因が紅仙・薔薇姫が中にいて秀麗の命を支えていることによるものであった。葉医師に確認した事項は不妊についてのことであったことが「黒蝶」にて劉輝にそのことを打ち明けた際に明らかにされた。秀麗本人が知っているのは不妊のことのみであり、紅仙に係る事項を知るのは縹一族や葉医師などの一部である。「人間」としての肉体が死亡している影月と異なり、秀麗の場合は人間としての肉体が生きているにもかかわらず仙が眠っている事が原因で「人間」としての肉体に過負荷がかかっていた。今までは秀麗の中で眠る仙が封印を施していたのだが、今ではその封印は緩みきり、たびたび仙の力を解放してしまい、それが残り少ない寿命をさらに削る原因となった。秀麗の「人間」としての寿命は、「蒼宮」時点で縹本家以外で生活する場合、ほぼないと瑠花に宣告された。
薔薇姫がもともと子をなす事が出来ない身体だったのにもかかわらず、奇跡的に秀麗が生まれたという経緯があるが、なぜ秀麗が生まれたのかは「黒蝶」時点でも明らかにされていない。
最後に、秀麗の身体の変化にかかわる事件を以下に示す。
- 「黒蝶」にて、紅本家にて百合に対する事情聴取を行った後で襲われた際に清雅が致命傷を負い、仙の力を無意識に使い治癒。事情聴取の際、百合が秀麗の手に触れたときに手が冷たいと驚いていた。
- 「青嵐」にて秀麗が手を負傷した際、擦り傷程度なのに血が止まらなかった。その時はクロとシロが血を止めた。